# Abogado integrante
Abogado integrante es la denominación de los abogados que se designan en Chile para integrar una Corte de Apelaciones o la Corte Suprema de Justicia de Chile, o alguna de sus salas, cuando por ausencia o inhabilidad de alguno de sus miembros —los ministros— quedara sin el número de jueces necesario para el conocimiento y resolución de las procesos que les han sido sometidos, en defecto de un fiscal judicial de la Corte que pueda desempeñar esa tarea, designados por el presidente de la República, previa terna formada por la Corte Suprema.
El llamamiento de los abogados integrantes se hace según el orden de su designación en la respectiva lista de nombramiento. 
Las salas de las Cortes de Apelaciones y de la Corte Suprema no pueden funcionar con mayoría de abogados integrantes, tanto en su funcionamiento ordinario como en el extraordinario.
Esta figura también se ha utilizado en tribunales que no forman parte del Poder Judicial, como el Tribunal Constitucional —en este último tribunal, la figura de los abogados integrantes fue reemplazada en 2009, por la existencia de ministros suplentes—. Sin embargo, ha sido objeto de diversas críticas, ya que afectaría el debido proceso, al afectar finalmente el principio de imparcialidad. Por tal razón se han presentado ante el Congreso Nacional, proyectos de ley, para regular su estatuto más exhaustivamente o para eliminar esta figura, estableciendo un nuevo régimen de integración de las Cortes, para el evento de que los miembros titulares, por ausencia o inhabilidad, no sean suficientes para permitir el funcionamiento de sus salas. 

## Antecedentes
La figura de los abogados integrantes se remontaría al Derecho indiano y, en Chile, comenzaron a ser regulados a partir de los años 1820, en la Constitución Política de 1822 y, especialmente, en el Reglamento de Administración de Justicia de 1824. Posteriormente pasaría a la Ley de Organización y Atribuciones de los Tribunales de 1875 y, actualmente, se encuentra en el Código Orgánico de Tribunales.

## Nombramiento
El presidente de la República designa los abogados integrantes de las Cortes de Apelaciones y de la Corte Suprema, previa formación por este último tribunal de ternas, en un número determinado por el Código Orgánico de Tribunales: 12 abogados para la Corte Suprema; 15 para la Corte de Apelaciones de Santiago; 9 para las Corte de Apelaciones de Valparaíso, San Miguel, y Concepción; 5 para las Cortes de Apelaciones de Arica, Antofagasta, La Serena, Rancagua, Talca, Temuco y Valdivia; y 3 para cada una de las demás Corte. 
La designación de abogados integrantes de las Cortes de Apelaciones es anual y para la Corte Suprema lo son por un periodo de 3 años.
Para las formación de las ternas se debe elaborar una lista en que deben figurar abogados que tengan su residencia en la ciudad que sirve de asiento al tribunal respectivo, que reúnan las condiciones requeridas para ejercer los cargos de ministros, con excepción del límite de edad establecido en la Constitución Política de la República de Chile, y que hayan destacado en la actividad profesional o universitaria.
Las ternas para abogados integrantes de las Cortes de Apelaciones sólo pueden incluir abogados que, además, tengan no menos de doce años de ejercicio profesional o exmiembros del Escalafón Primario del Poder Judicial, siempre y cuando hubiesen figurado durante los últimos cinco años en lista de
méritos. Las ternas para abogados integrantes de la Corte Suprema sólo pueden incluir abogados que, además, tengan no menos de quince años de ejercicio profesional o que hayan pertenecido a la primera o segunda categoría del Escalafón Primario del Poder Judicial y siempre que, de haber estado en la segunda categoría, hubiesen figurado durante los últimos
cinco años en lista de méritos. En ningún caso pueden figurar en las ternas profesionales que hayan sido separados de sus cargos como funcionarios judiciales, sea en la calificación anual o en cualquiera otra oportunidad.